# Radoslav Rochallyi

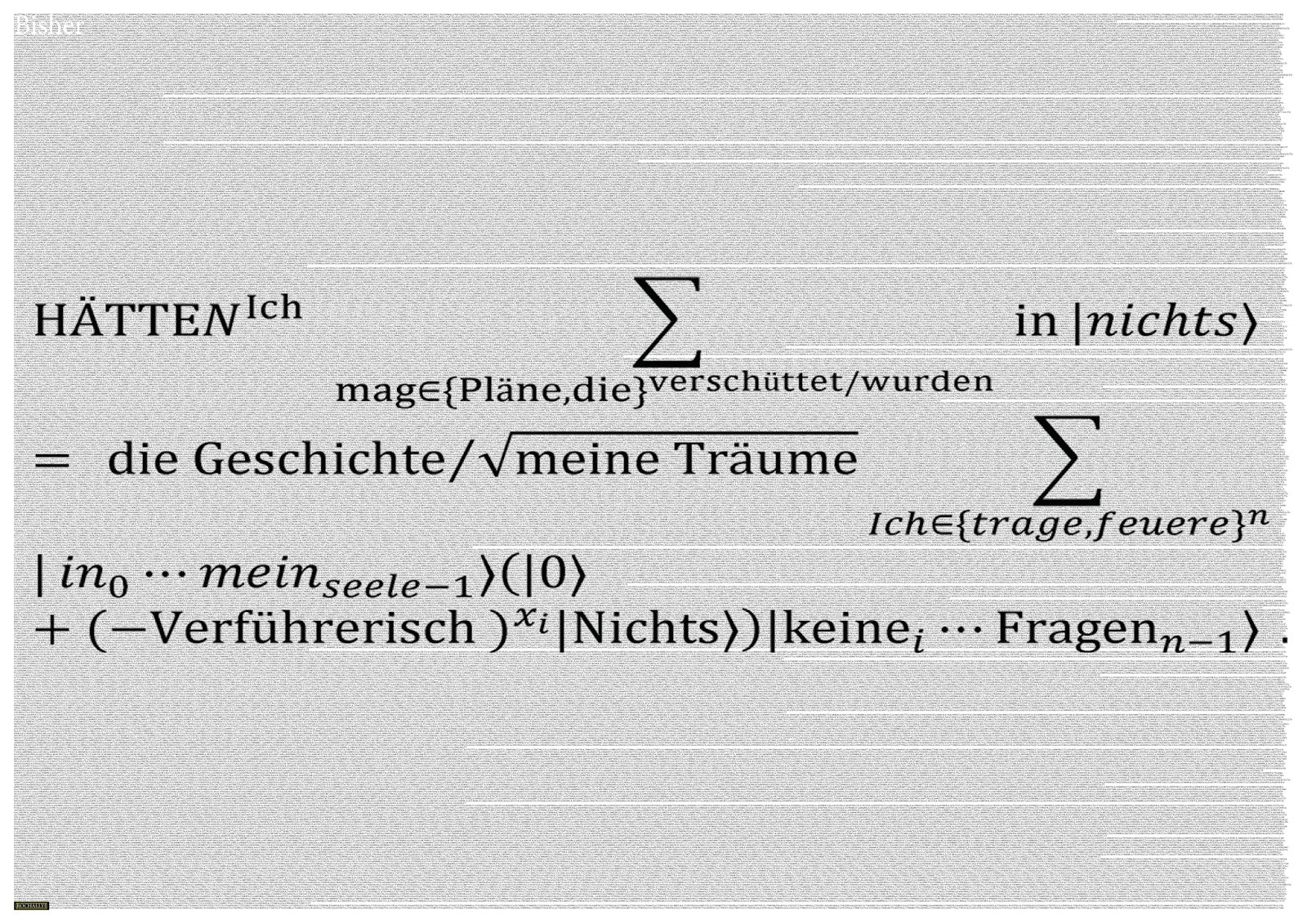
DNA: Leinwänden der Poesie [DE], ISBN 978-80-973501-1-6, Poem title: Bisher

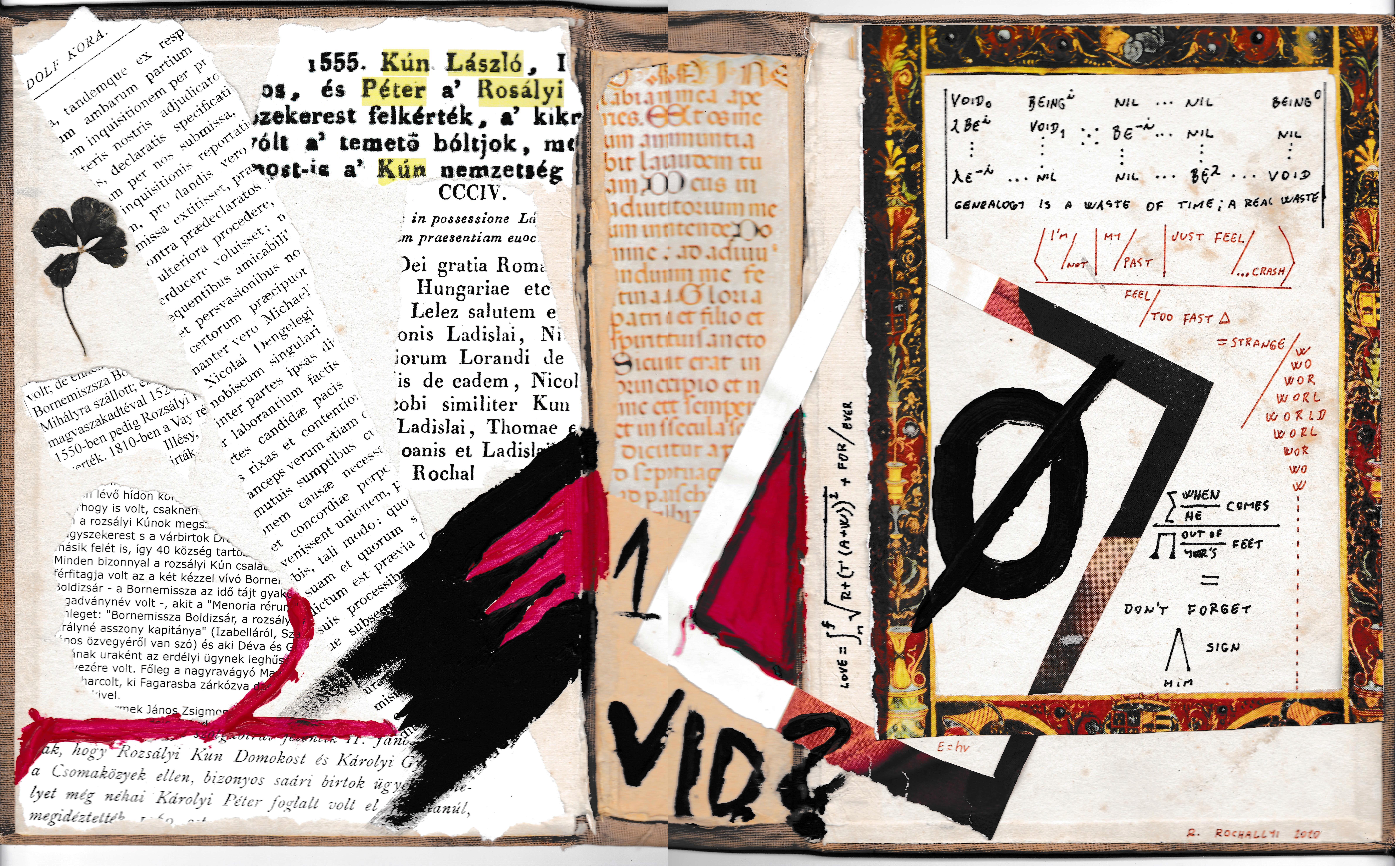
Sample of Visual poetry, 2020, Poem title: GeneaWaste

Radoslav Rochallyi (česká výslovnost: Rőžaji; maďarská výslovnost: Rőt͡ʃaːjiː)(* 1. května 1980 Bardejov Československo) je malíř, vizuální umělec a spisovatel s maďarskými a lemkovskými kořeny žijící v České republice.

## Životopis
Narodil se v roce 1980 v Bardejově, kde získal i základní vzdělání. Autor vystudoval management na London International Graduate School a je držitelem certifikátu z výtvarného umění, který získal na Pratt Institute v USA. Studoval také filozofii a matematiku (lineární algebra).  Do oblasti jeho tvorby patří zejména filosofie a experimentální poezie. Je členem Mensy.

## Vizuální a výtvarné umění
Rochallyiho vizuální tvorba zahrnuje koláž, plastiku a malbu. Všechny jeho obrazy a koláže obsahují rovnice nebo matematické prvky. Primárně operátory, rovnice a vektory. Jeho koláže byly publikovány převážně v časopisech. IV roce 2020 byl zařazen do výběru umělců v katalogu 101 současných umělců. V roce 2023 se stal finalistou mezinárodního bienále v Nanjingu, které pořádá Nanjing University of the Arts. V roce 2024 byl vybrán na uměleckou rezidenci na Slovensku, kde se pokoušel převést poetické rovnice do obrazů a snažil se přijít na to, jak přizpůsobit přísnost rovnic různým formám.
Jeho obrazy byly vystaveny např.
- Post Factual 2024- Solo exhibition, Galerie Lichtenštejnský dům, Breclav, Czech Republic[16]
- Queer Ecologies, Galerie FaVU, Brno, Czech Republic[17]
- Beep Painting Biennial 2024, elysium gallery, Swansea, Wales, UK[18]
- Po-Mosty Wielokulturowości, Częstochowa and Lviv, Poland and Ukraine[19]
- Número Seis. Punto, The Wrong Biennale, Alicante, Spain[20]
- Szépművészeti Múzeum, Budapest, Hungary[21]
- #social 2022, CICA Museum, Soul, South Korea[22]
- Progress. On Contemporary and Future Society, GALLERY Loosenart, Rome, Italy[23]
- Collecting & Reassembling, Richmond Art Gallery, Richmond, BC, Canada[24]
- III Convocatoria", MIDECIANT, Innovation Centre in Art and New Technologies, The International Museum of Electrography, University of Castilla-La Mancha, Cuenca, Spain[25]
- /’Fu:bar/ Glitch art Exhibition, Institut Français En Croatie in Zagreb, Croatia[26]
- Electronics, new media, robotics in art context, Pandora Kunstgalerie, Berlin, Germany[27]
- Magic + Miracles, Kreiva Gallery, Bridlington, United Kingdom[28]

## Psaní
Rochallyi používá matematický jazyk jako organizační princip a zároveň používá matematické symboly k popisu intonačního zápisu, případně k definování různých typů specifikací, jejichž sémantiku lze snadněji či efektivněji vyjádřit neverbální formou. . Napsal esej kde klasifikoval možné formy matematické poezie na základě odnoží čisté matematiky, například možnost tvorby vektorové, axiomatické, pravděpodobnostní a diskrétní poezie. Kromě Slovenska, Maďarska, USA, Velké Británie, Indie a dalších zemí publikoval také v České republice, například v literárním časopise Divoké víno, časopise MENSA, nebo časopise Pandora (časopis).

### Literární začátky
Psal už jako desetiletý. Debutoval sbírkou „Panoptikum: haikai no renga“ v roce 2004. Sbírka je napsána japonskou formou haiku. Další knihu publikoval po deseti letech v roce 2014.

### Styl psaní a filozofie
V oblasti filozofie byl ovlivněn dílem fyzika Maxe Tegmarka a matematika G. H. Hardyho. V oblasti tvorby ho formovala díla raných experimentálních avantgardních umělců (malířů a básníků).  
Rochallyi používá matematický jazyk jako organizační princip a zároveň používá matematické symboly k popisu intonačního zápisu, případně k definování různých typů specifikací, jejichž sémantiku lze snadněji či efektivněji vyjádřit neverbální formou.
.
Ve francouzském časopise Recours au poème n°212 je Rochallyiho filozofie tvorby označena jako matematický determinismus.
V rozhovoru v literárním časopise Tiny Spoon, Rochallyi tvrdí, že všechna svobodná rozhodnutí, která jsme učinili a která uděláme, jsou dána matematickou podstatou reality.

### Próza
Autorova první novela Dopis pro syna je novela o vztahu otce a syna probíhající zejména formou dialogu a pomocí empaticko-fiktivní introspekce. Jedná se o poměrně jednoduchý příběh, kde je celá tíha významu položena na dialog.
Podle Marii Vargy je druhá novela „Mythra Invictus“ s podtitulem Osud člověka filosofickou básní, která popisuje nezbytnost příchodu nového člověka. Budoucího člověka, který ale není totožný s konceptem Nietzcheho nadčlověka - Übermensch. Avšak sdílí s ním přímo fanatický pohled na nezbytnost evoluce.  Podle Dominika Petrušky, pro autora (Radoslav Rochallyi) je důležitější podstata než prostor a čas. Caut (Hlavní hrdina knihy Mythra Invictus) proto může představovat člověka hledajícího, jakož i metaforu západní filozofie v obměnách času. Dílo Mythra Invictus považuje za vysoce abstraktní ve vztahu k představám, které prezentuje, ale zároveň velmi konkrétně přes pocity hlavní postavy.
Autor v rozhovoru tvrdí, že jeho kniha není důslednou rekonstrukcí původního proto-íránského mýtu a že při psaní ho možná více než samotný Mitrianismus ovlivnil archetypální příběh o Gilgamešovi.
Kniha Mythra Invictus získala pozitivní pozornost kritiky.

### Poezie
Jeho třetí sbírka Golden Divine 2015, která vyšla ve vydavatelství Tribun, byla přeložena do angličtiny. Podle Lenky Vreblové není vnímání Radoslava Rochallyi hravé, je vážné, přímé a zaměřené zaměřené na předmět náhledu. V 'Golden Divine' ', dosahuje svého vrcholu experimentování s formami veršů a poezie jako celku. V této sbírce se snažil spojit poezii s Fi (φ)=1,618034 v negrafické podobě, resp. numerické podobě. Rochallyi používá experimentální básnickou formu zlatého řezu. Dodržuje přísnou strukturu založenou na zlatém čísle 1,618033 v slabikách. Typicky reprezentované formou šesti řádků, 1/6/1/8 / (0) / 3/3 - s tolika slovy nebo slabikami na řádek, které odpovídají zlatému číslu. Jediným omezením poezie podle zlatého čísla je počet slov nebo slabik sledovaných posloupností číslic 1,618033. Řecké písmeno phi představuje zlatý poměr. Jeho hodnota je 1,618034.
Rochallyiho básnický jazyk charakterizuje strohost, minimalismus, přísnost formy a výrazné introspektivní práce s textem. Obecně lze říci, že Rochallyiho poezie je čtenářsky náročná. Podle J. Baláže je poezie Radoslava Rochallyi charakteristická využíváním volného verše, což dává autorovi potřebnou svobodu a přímost, aby si tak ponechal specifickou povahu výpovědi bez příkras. 
Ve sbírce DNA-plátna poezie používá matematické rovnice k vyjádření své poezie.
Kromě jeho knihy, jeho poetické rovnice byly také vydávány v antologiích,, , a časopisech. ,, ,  
Jeho tvorba ze sbírky PUNCH (r. v. 2020) byla publikována v mnoha časopisech a antológiích publikovaných na amerických univerzitách jako například na Stanford University, California State University, Dixie State University, Olivet College, nebo Las Positas College.
Dle recenzentky Andrey Schmidtové, Rochallyi dokáže najít snesitelný vztah mezi matematickým formalismem a svobodou. Schmidt tvrdí, že jeho poezie je kritikou sémantiky a jazyka jako takového. Dle jejího názoru, sbírku PUNCH lze považovat za důležité dílo experimentální poezie poslední dekády.
Steven J Fowler v anotaci ke knize # Mathaeata napsal, že Rochallyi staví poezii v matematických termínech a umísťuje suchý humor protkaný Nietzcheovským prohlášením do kontextu brilantně inovativního vizuálního designu.

#### Poezie Zlatého řezu
V této matematické formě poezie (Poezie Zlatého řezu, Rochallyi používá anglický termín Golden Ratio Poetry) Rochallyi spojuje poezii s Fí (φ)=1,618034 v negrafické podobě, resp. numerické podobě. Rochallyi používá experimentální básnickou formu zlatého řezu. Dodržuje přísnou strukturu založenou na zlatém čísle 1,618033 v slabikách. Typicky reprezentované formou šesti řádků, 1/6/1/8 / (0) / 3/3 - s tolika slovy nebo slabikami na řádek, které odpovídají zlatému číslu. Jediným omezením poezie podle zlatého čísla je počet slov nebo slabik sledovaných posloupností číslic 1,618033. Řecké písmeno phi představuje zlatý poměr. Jeho hodnota je 1,618034.
Schmidt tvrdí, že jeho Golden Divine (2015) je prototypem formálního fundamentalismu v poezii, který využívá omezení podle řeckého písmene Fí.

#### Rovnicová poezie
Rochallyi využívá matematický jazyk jako organizační princip a zároveň používá matematické symboly k popisu intonačního zápisu (příklad: nervózní³), nebo k definování různých typů specifikací, které jsou jednodušší nebo efektivnější. vyjádřit v netextové podobě. Rochallyi tvrdí, že každé formální pravidlo v poezii je matematickým pravidlem. Toto omezení definuje formu poezie. Dá se tedy říci, že (téměř) žádná forma poezie se neobejde bez matematiky. V poznámce autora v Roanoke Review (USA) zmínil, že oba mají symboliku, algoritmický základ, struktury, vzorce a symetrii. Kombinace obojího je naprosto přirozené, stejně jako čtení a studium jejich vzorců.
Rochallyi tvrdí, že ambicí Rovnicové poezie (Equation Poetry) by nemělo být zachování významu rovnice, ale co nejpřesnější zachování formy, vzorce a symetrie. Zachování jejího plného významu by definovalo obsah, nikoli pouze formu. V takovém případě bychom ani nedělali poezii, protože výsledná báseň by byla shlukem přesně umístěných slov, ale bez obecného významu. A také bychom nevytvářeli nic matematického; výsledná rovnice by prostě nedávala smysl.
Podle Rochallyiho článku v The Minnesota Review se Rovnicová poezie vyznačuje větší svobodou psaní, nebo alespoň možností volby použitých rovnic, což samo o sobě definuje svobodu její tvorby. A to je svoboda mnohem větší než ta, kterou poskytuje většina přísných strukturálních forem.

### Poezie
- 2004 – Panoptikum : haikai no renga, ISBN 978-1981294893
- 2014 – Yehidah, ISBN 978-1523354542
- 2015 – Golden Divine [EN], ISBN 978-80-263-0877-5
- 2015 – Krv, ISBN 978-80-972031-7-7
- 2016 – Torwalden, ISBN 978-1534848702
- 2018 – Mechanika všednosti, ISBN 978-80-8202-030-7
- 2018 – Arété, ISBN 978-80-8202-041-3
- 2019 – DNA: Canvases of Poetry [EN], ISBN 978-80-973501-2-3
- 2019 – DNA: Leinwänden der Poesie [DE], ISBN 978-80-973501-1-6
- 2020 – PUNCH [EN] ISBN 978-80-9737-370-2
- 2021 – # mathaeata [EN], ISBN 9788097373719
- 2022 – Rovnicová poézia/ Equation Poetry. [in Slovak] Bratislava: Drewo a srd, 96 p.ISBN 978-80-89550-80-7
- 2023 – A vague report of a strange time: a non-mathematically poetic [EN] USA, Tulsa: Yorkshire Publishing ISBN 978-1960810311
- 2023 – oo [EN] USA, Nat 1 Publishing LLC, Audience Askew, Auburn, ASIN:B0CNV7Y1GC

### Próza
- 2017 – List pre syna, ISBN 978-80-263-1195-9
- 2019 – Mythra Invictus. O údělu člověka. Bratislava: VSSS, 2019. 108 stran. ISBN 9788082020857[47]
- 2020 – ESSE - Věty o morálce a moci. Bratislava: EOCN. 168 stran. ISBN 978-80-9735-013-0